# Ben Hecht
Pour les articles homonymes, voir Hecht.
Ben Hecht, né le 28 février 1894 à New York et mort le 18 avril 1964 à New York, est un scénariste, dramaturge, romancier et nouvelliste américain. Il est un des plus célèbres et prolifiques scénaristes d'Hollywood, et le premier lauréat, en 1929, de l'Oscar de la meilleure histoire originale pour Les Nuits de Chicago (Underworld) de Josef von Sternberg, sorti en 1927.

## Biographie
Issu de parents immigrants juifs, il a une enfance et une jeunesse assez mouvementées et ne fait que des études très irrégulières. Son grand-père paternel était un talmudiste et érudit, mais le jeune Ben est surtout élevé par deux tantes sans enfants, qui disputèrent à ses parents la direction de son éducation. Il étudie le violon à Chicago, où sa famille emménage, et il y demeure jusqu'à l'âge de 12 ans. Il progresse avec assez de succès pour donner un récital.
À seize ans, sa famille s'installe au bord du lac Michigan, dans la petite ville de Racine, au Wisconsin. Ayant déménagé chez un oncle à Chicago, Ben Hecht songe à entrer à l'université, mais se forge une réputation de « chasseur d'images » en volant dans les maisons des portraits (photographies, dessins ou peintures à l’huile) dont ont besoin le Chicago Journal lorsqu'il veut se procurer l’image exclusive d’un tueur, d’une victime ou de toute autre personne qui fait l’actualité. Dès l'âge de dix-sept ans, il devient chroniqueur judiciaire et écrit des nouvelles pour ce journal, devenant six mois plus tard le premier reporter de cette publication importante, grâce à sa fantaisie aussi hardie qu'imperturbable et à son imagination féconde et sans scrupules.
À 25 ans, en 1919, il élargit ses horizons, voyageant en Allemagne et en Russie, où il travaille comme correspondant étranger pour 75 journaux dont les principaux sont le Daily News et le Globe. C'est à son retour qu'il s'essaie aux romans, débutant avec éclat avec Erik Dorn ; dès le début des années 1920, il devient un romancier satirique à succès.
Après une laborieuse retraite de quatre années, il reparaît en 1931 avec un nouveau roman Un juif amoureux (A Jew in Love), qui est, de l'avis unanime, son chef-d'œuvre, et dont le triomphe fait sensation dans tous les pays de langue anglaise. Il est alors choisi par Josef von Sternberg qui lui confie le scénario des Nuits de Chicago, film qui inspire les premiers films de gangsters parlant, comme Scarface, dont Ben Hecht sera également le scénariste. Les Nuits de Chicago permet à Ben Hecht de remporter son premier Oscar du meilleur scénario (Oscar de la meilleure histoire originale). Par la suite, ce faux cynique devient l'un des scénaristes de Howard Hawks, Otto Preminger, Henry Hathaway ou d'Alfred Hitchcock et de l'éblouissant La Dame du vendredi (d'après sa pièce de théâtre The Front Page). Il gagne le surnom de « Shakespeare d'Hollywood »« Ben était le plus grand de tous les scénaristes », déclare le producteur de films à succès David O. Selznick.
Lorsque les nouvelles faisant état du sort des Juifs en Europe occupée parviennent aux États-Unis, le Reader's Digest de février 1943 publie un article de Ben Hecht « Souvenez-vous de nous » Condensed from The American Mecury, dans lequel il dresse un tableau pathétique des persécutions qui sont subies par les Juifs dans tous les pays d'Europe, et qui ont déjà fait 4 000 000 de victimes, prévoyant page 109 qu'il y aurait six millions de Juifs exterminés à la fin du conflit. Beaucoup d'éléments sont imaginaires, mais dans un article autobiographique publié après la guerre, « A Child of the Century », Ben Hecht expliquera que pour les chiffres son article « "Remember US" » se basait sur Dr Greensberg's data. Il crée une pièce de théâtre intitulée Nous ne mourrons jamais, destinée aussi à attirer l’attention du public américain sur l'holocauste. Le chanteur Frank Sinatra se mobilise et, en 1943, participe à la tournée nationale de cette pièce.
Il est également connu pour son engagement sioniste, devient membre de l'Irgoun, et crée la pièce de théâtre nationaliste « Un drapeau est né » dans laquelle David, un survivant du camp d'extermination de Treblinka, fait un drapeau israélien de son châle de prière. Son rôle est joué par Marlon Brando. C’est lui qui réalise l’achat du navire l’Altalena pour le compte de l’Irgoun, qui compte s’en servir pour de la contrebande d’armes.
Dans son livre Perfidy à charge contre Rudolf Kastner, notable juif hongrois qui négocia l'envoi en Suisse de 1 600 Juifs hongrois contre une rançon et, croyait-il, le maintien du reste de la communauté dans l'ignorance du sort final qui l'attendait.
Ben Hecht est aussi l'auteur de la pièce de théâtre Spéciale Première (The Front Page) adaptée à l'écran par Billy Wilder en 1974.

## Filmographie
- 1926 : The New Klondike
- 1927 : Les Nuits de Chicago
- 1927 : American Beauty
- 1930 : La Rue de la chance (Street of Chance)
- 1931 : Fortunes rapides (Quick Millions)
- 1931 : Homicide Squad
- 1931 : La Faute de Madelon Claudet
- 1931 : Le Jardin impie (The Unholy Garden)
- 1932 : La Bête de la cité (The Beast of the City)
- 1932 : Scarface
- 1932 : Folies olympiques (Million Dollar Legs)
- 1932 : Histoire d'un amour (Back Street) de John M. Stahl
- 1932 : Raspoutine et l'Impératrice (Rasputin And The Empress)
- 1933 : Topaze
- 1933 : Turn Back the Clock
- 1933 : La Reine Christine (Queen Christina) (non crédité)
- 1933 : Sérénade à trois (Design for Living)
- 1934 : Crime Without Passion
- 1934 : Riptide
- 1934 : Viva Villa !
- 1934 : The President Vanishes
- 1935 : Once in a Blue Moon (scénario, production et réalisation)
- 1935 : Ville sans loi (Barbary Coast)
- 1936 : Soak the Rich (en) (scénario, production et réalisation)
- 1937 : L'Homme qui terrorisait New York (King of Gamblers)
- 1937 : Woman Chases Man
- 1937 : Le Prisonnier de Zenda (The Prisoner of Zenda)
- 1937 : The Hurricane
- 1937 : La Joyeuse Suicidée  (Nothing Sacred)
- 1938 : The Goldwyn Follies
- 1938 : Les Anges aux figures sales (Angels with Dirty Faces) (non crédité)
- 1939 : La Chevauchée fantastique
- 1939 : Les Hauts de Hurlevent (Wuthering Heights) de William Wyler
- 1939 : Gunga Din
- 1939 : Le monde est merveilleux (It's a Wonderful World)
- 1939 : La Dame des tropiques (Lady of the Tropics)
- 1939 : Some Like It Hot, de George Archainbaud
- 1939 : Un jour au cirque (At the Circus)
- 1939 : Gone with the Wind
- 1940 : La Dame du vendredi (His Girl Friday)
- 1940 : Rendez-vous (The Shop Around the Corner)
- 1940 : Cette femme est mienne (I Take This Woman)
- 1940 : L'Ange de Broadway (Angels over Broadway) (scénario, production et réalisation)
- 1940 : Swing Romance (Second Chorus) (non crédité)
- 1940 : Camarade X
- 1941 : The Mad Doctor
- 1941 : Lydia
- 1942 : La Folle Histoire de Roxie Hart (Roxie Hart)
- 1942 : Ten Gentlemen from West Point
- 1942 :  Six destins (Tales of Manhattan)
- 1942 : Le Cygne noir (The Black Swan)
- 1942 : La Pagode en flammes (China Girl) (scénario et production)
- 1943 : Le Banni (The Outlaw) (non crédité)
- 1943 : Voyage au pays de la peur (Journey into fear) (non crédité)
- 1944 : Lifeboat
- 1945 : Watchtower Over Tomorrow
- 1945 : La Maison du docteur Edwardes (Spellbound)
- 1945 : Pris au piège (Cornered) d'Edward Dmytryk (non crédité)
- 1946 : Gilda
- 1946 : Specter of the Rose (scénario, production et réalisation)
- 1946 : Les Enchaînés
- 1946 : Duel au soleil (Duel in the sun) (non crédité)
- 1947 : La Femme déshonorée (Dishonored Lady)
- 1947 : Le Carrefour de la mort
- 1947 : Et tournent les chevaux de bois (Ride the Pink Horse)
- 1947 : Mon loufoque de mari (Her Husband's Affairs) de S. Sylvan Simon
- 1947 : Le Procès Paradine
- 1948 : The Miracle of the Bells
- 1948 : La Corde
- 1948 : La Proie (Cry of the City)
- 1948 : Le Portrait de Jennie (Portrait of Jennie) (non crédité)
- 1949 : Big Jack
- 1949 : Roseanna McCoy
- 1949 : La Pêche au trésor
- 1949 : Le Mystérieux Docteur Korvo (Whirlpool) d'Otto Preminger
- 1949 : The Inspector General
- 1950 : Where the Sidewalk Ends
- 1950 : Perfect Strangers
- 1950 : Edge of Doom
- 1950 : Les Amants de Capri (September Affair) (non crédité)
- 1951 : La Chose d'un autre monde
- 1951 : L’Inconnu du Nord-Express
- 1951 : L'Énigme du lac noir (The Secret of Convict Lake)
- 1952 : The Wild Heart
- 1952 : Actors and Sin (scénario, production et réalisation)
- 1952 : Chérie, je me sens rajeunir
- 1952 : La Sarabande des pantins (O. Henry's Full House) (non crédité)
- 1952 : Hans Christian Andersen et la Danseuse (Hans Christian Andersende)
- 1952 : Un si doux visage (Angel Face) (non crédité)
- 1953 : Station Terminus (Stazione Termini)
- 1954 : Ulysse (Ulisse)
- 1955 : Blanches colombes et vilains messieurs (Guys and Dolls) de Joseph L. Mankiewicz
- 1955 : L'Homme au bras d'or
- 1955 : La Rivière de nos amours (The Indian Fighter)
- 1955 : The Court-Martial of Billy Mitchell
- 1956 : Trapèze (Trapeze)
- 1956 : Notre-Dame de Paris (non crédité)
- 1956 : Whisky, Vodka et Jupon de fer (The Iron petticoat) de Ralph Thomas
- 1957 : L'Adieu aux armes (A Farewell to Arms)
- 1957 : La Cité disparue (Legend of the Lost)
- 1958 : Trafiquants d'armes à Cuba (The Gun Runners) de Don Siegel
- 1958 : Le Tueur au visage d'ange (The Fiend Who Walked the West) de Gordon Douglas
- 1959 : John Paul Jones, maître des mers (John Paul Jones)
- 1960 : North to Alaska
- 1962 : La Rue chaude (Walk on the Wild Side)
- 1962 : Les Révoltés du Bounty (Mutiny On The Bounty) (non crédité)
- 1963 : Cléopâtre
- 1964 : Le Cirque du docteur Lao (7 Faces of Dr. Lao)
- 1964 : Le Plus Grand Cirque du monde (Circus World)
- 1967 : Casino Royale

## Œuvre littéraire

### Romans
- Erik Dorn (1921)
- Fantazius Mallare, éd. Covici/McGee (1922)
- Gargoyles (1922)
- 1001 Afternoons in Chicago (1922)
- The Kingdom of Evil (1924)
- Humpty Dumpty (1924)
- Cutie, a Warm Mamma (1924), en collaboration avec Maxwell Bodenheim
- A Jew in Love (1931) Publié en français sous le titre Un Juif amoureux, traduit par Maurice Rémon, Paris, Plon, coll. « Feux croisés », 1933 ; réédition, Paris, UGE, coll. « 10/18 » no 1485, 1982  (ISBN 2-264-00435-5)
- The Champion From Far Away (1931)
- The Book of Miracles (1939)
- The Cat That Jumped Out of the Story (1947)

### Romans policiers
- The Florentine Dagger (1923)
- Count Bruga (1926)
- I Hate Actors! (1944) Publié en français sous le titre Mort aux acteurs, traduit par Michel Arnaud, Paris, La Nouvelle Édition, 1946 ; rééditions sous le titre Je hais les acteurs, Paris, UGE, coll. « 10/18. Grands détectives » no 1530, 1982  (ISBN 2-264-00495-9) ; réédition, Paris, La Découverte, coll. « Culte fictions », 2003  (ISBN 2-7071-4085-6)
- The Sensualists (1959)
- In the Midst of Death (1964)

### Recueil de nouvelles
- Tales of Chicago Streets (1924)
- The Unlovely Sin, and Other Stories of Desire's Pawns (1927)
- Jazz, and Other Stories of Young Love (1927)
- Infatuation, and Other Stories of Love's Misfits (1927)
- The Sinister Sex, and Other Stories of Marriage (1927)
- The Policewoman's Love-Hungry Daughter, and Other Stories of Chicago (1927)
- The Collected Stories of Ben Hecht (1945) Publié en français de façon partielle sous le titre Crime sans passion, Paris, UGE, coll. « 10/18. Grands détectives » no 1819, 1986  (ISBN 2-264-00797-4)
- Concerning a Woman of Sin, and Other Stories (1947)
- A Treasury Of Ben Hecht: Collected Stories And Other Writings (1959)

### Nouvelles
- Romance (1915)
- The Unlovely Sin (1917)
- The Monster (1917)
- Mrs. Margaret Calhoun (1917), en collaboration avec Maxwell Bodenheim
- The Devil Slayer (1917)
- A Doting Burglar (1917) Publié en français sous le titre Le Cambrioleur amoureux, Paris, Fayard, Le Saint détective magazine no 3, mai 1955 ; réédition dans l'anthologie Crime sans passion, Paris, UGE, coll. « 10/18. Grands détectives » no 1819, 1986  (ISBN 2-264-00797-4)
- Caricature (1917)
- The Movie Mania (1917)
- A Sort of a Story (1917) Publié en français sous le titre Une excellente histoire, Paris, Fayard, Le Saint détective magazine no 31, septembre 1957 ; réédition dans l'anthologie Crime sans passion, Paris, UGE, coll. « 10/18. Grands détectives » no 1819, 1986  (ISBN 2-264-00797-4)
- The Policewoman’s Daughter (1918)
- Jazz (1918)
- A Humoresque in Ham (1918)
- The Eyes of the Dead (1918)
- The Man with One Wife (1918)
- Happiness (1918)
- Infatuation (1918)
- Shanghaied (1918)
- Exhibit A (1918)
- Fifteen Minutes (1918)
- The Successor to Mr. Hennerby (1919)
- The Eternal Fugitive (1919)
- Tempo de Pantaloon (1919)
- Blue Sunday (1921)
- At the Feet of the Goddess (1921)
- Winkelburg (1922)
- Fanny (1922)
- The Fingers at the Window (1923)
- Chicago Nights’ Entertainments (1923), aussi titré Sergeant Kuzick’s Waterloo Publié en français sous le titre Les Joyeuses Nuits de Chicago, Paris, Opta, Mystère magazine no 204, janvier 1965 ; réédition dans l'anthologie Crime sans passion, Paris, UGE, coll. « 10/18. Grands détectives » no 1819, 1986  (ISBN 2-264-00797-4)
- The Code of Death (1924)
- Lindro the Great (1925)
- The Unfaithful Window (1925)
- The Shadow (1926) Publié en français sous le titre L'Ombre, Paris, Le Figaro, édition du 11 novembre 1934 ; réédition dans l'anthologie Crime sans passion, Paris, UGE, coll. « 10/18. Grands détectives » no 1819, 1986  (ISBN 2-264-00797-4) ; réédition dans l'anthologie Les Magiciens du crime, Paris, Minerve, 1990
- Nine Fifty-Five (1926)
- The Magic Pen (1926)
- The Covetous Male (1926)
- The Lifer (1927)
- The Little Blue Man (1927)
- Phony (1927)
- Don Juan’s Rainy Day (1927)
- Zalzalza (1927)
- A Birthday Present (1928)
- The Rival Dummy (1928) Publié en français sous le titre Jaloux de sa marionnette, Paris, Opta, Mystère magazine no 8, août 1948 ; réédition, Paris, Opta, L'Anthologie du mystère no 11, 1968 ; réédition dans l'anthologie Crime sans passion, Paris, UGE, coll. « 10/18. Grands détectives » no 1819, 1986  (ISBN 2-264-00797-4)
- Nagged to Death (1929)
- Baby Milly and the Pharaoh (1930)
- The Champion from Far Away (1930)
- The Ax (1930)
- The Bull That Won (1931)
- The Mystery of the Fabulous Laundryman (1931) Publié en français sous le titre Le Mystère du fabuleux blanchisseur, Paris, Opta, Mystère magazine no 226, novembre 1966 ; réédition dans l'anthologie Crime sans passion, Paris, UGE, coll. « 10/18. Grands détectives » no 1819, 1986  (ISBN 2-264-00797-4) ; réédition dans l'anthologie 25 histoires de chambres closes, Paris, L'Atalante, 1997
- The Boy Pirate (1932)
- The Mystery of the Man with the Accordion (1932)
- The Ghost of the San Mareno Hotel (1933)
- A Caballero of the Law (1933)
- Smile, Damn You, Smile (1933)
- The Captain’s Dress Suit (1936)
- The Indestructible Masterpiece (1936)
- Once Aboard the Lugger (1936)
- Crime Without Passion (1936) Publié en français sous le titre Crime sans passion, Paris, Opta, Mystère magazine no 3, avril 1948 ; réédition, Paris, Opta, L'Anthologie du mystère no 12, 1969 ; réédition dans l'anthologie Crime sans passion, Paris, UGE, coll. « 10/18. Grands détectives » no 1819, 1986  (ISBN 2-264-00797-4)
- Actor's Blood (1936) Publié en français sous le titre Dernier Acte, Paris, Opta, Mystère magazine no 30, juillet 1950 ; réédition, Paris, Opta, L'Anthologie du mystère no 3, 1963 ; réédition dans l'anthologie Crime sans passion, Paris, UGE, coll. « 10/18. Grands détectives » no 1819, 1986  (ISBN 2-264-00797-4)
- The Adventures of Professor Emmett (1939)
- Specter of the Rose (1941)
- Inpostor in Heaven (1942)
- Miracle of the Fifteen Murderers (1943) Publié en français sous le titre Le Miracle des quinze assassins, Paris, Fayard, Le Saint détective magazine no 1, mars 1955 ; réédition sous le titre Le Miracle des quinze meurtriers, Paris, Opta, Mystère magazine no 183, avril 1963 ; réédition sous le titre Le Miracle des quinze guerriers dans l'anthologie Crime sans passion, Paris, UGE, coll. « 10/18. Grands détectives » no 1819, 1986  (ISBN 2-264-00797-4)
- The Doughboy’s Dream (1943)
- Concerning a Woman of Sin (1943)
- Serenade to a Nichel (1943)
- Miracle in the Rain (1943)
- God Is Good to a Jew (1943)
- The Café Sinister (1943) Publié en français sous le titre La dette est payée, Paris, Fayard, Le Saint détective magazine no 9, novembre 1955 ; réédition dans l'anthologie Crime sans passion, Paris, UGE, coll. « 10/18. Grands détectives » no 1819, 1986  (ISBN 2-264-00797-4)
- The Pink Hussar (1943)
- The Widow Cagle’s Trousers (1943)
- The Wistful Blackguard (1943)
- Afternoon of an Author (1945)
- As Apple Blossom Falls (1945)
- Ballad of Dead Reporters (1945)
- The Bewitched Tailor (1945)
- Echoes from a Rubbish Heap (1945)
- Evening in Ermine (1945)
- Feast of the Bums (1945)
- Four Rabbis Speak (1945)
- Go Scholar-Gypsy! (1945)
- Goodbye to an Old Man (1945)
- Hand Me Me Sword (1945)
- Hitler’s Lost Cause (1945)
- How Do You Do? (1945)
- I Want to Go Home (1945)
- A Maverick from Movie Land (1945)
- Miracle on WHN (1945)
- Mishkin’s Soul of Man (1945)
- Murder in Broome Street (1945)
- My Tribe Is Called Israel (1945)
- No Casting (1945)
- Nude on Rocks (1945)
- Obit for Nobody (1945)
- Open Letter to Mr. Churchill (1945)
- A Paganini of the Gutter (1945)
- A Poet Out of Yesterday (1945)
- Poor People (1945)
- Tale of a Midget (1945)
- Three Without a Story (1945)
- Wreath for a Little Girl (1945)
- The Whistling Corpse (1945)
- Cinderella’s Ball (1945)
- In the Dark (1946)
- The Terrified Doctor (1946)
- Double Exposure (1949) Publié en français sous le titre Coup double, Paris, Opta, Mystère magazine no 40, mai 1951 ; réédition dans l'anthologie Crime sans passion, Paris, UGE, coll. « 10/18. Grands détectives » no 1819, 1986  (ISBN 2-264-00797-4) ; réédition dans l'anthologie 30 recettes de crimes parfaits, Nantes, L'Atalante, 1998
- Cinderella from Cedar Rapids (1951)
- Rehearsal for Murder (1951), aussi titré Guilty! Publié en français sous le titre Prévisions valables pour le..., Paris, Opta, Mystère magazine no 111, avril 1957 ; réédition, Paris, Opta, L'Anthologie du mystère no 1, 1961 ; réédition dans l'anthologie Crime sans passion, Paris, UGE, coll. « 10/18. Grands détectives » no 1819, 1986  (ISBN 2-264-00797-4)
- The Sunset Kid (1952), aussi titré Swindler’s Luck Publié en français sous le titre La Dernière Flambée du Kid, Paris, Opta, Mystère magazine no 200, septembre 1964 ; réédition dans l'anthologie Crime sans passion, Paris, UGE, coll. « 10/18. Grands détectives » no 1819, 1986  (ISBN 2-264-00797-4)
- Dr. Romeo and Juliet (1952)
- The Tired Horse (1954)
- Sic Transit (1954)
- No Room for Vice (1959)
- Some Slightly Crazy People (1959)

### Théâtre
- The Stork (1925)
- The Man-Eating Tiger (1927), en collaboration avec Rose Caylor
- The Great Magoo (1932)
- Fun to Be Free (1941)
- Lilly of the Valley (1942)
- A Tribute to Gallantry (1943)
- The Common Man (1944)
- A Flag Is Born (1946)
- Winkelberg (1958)
- Simon (1962)

### Théâtre en collaboration avec K.S. Goodman
- The Wonder Hat (1916)
- Hero of Santa Maria (1916)
- The Egotist (1922)
- Hand of Shiva (1920)

### Théâtre en collaboration avecCharles MacArthur
- The Front Page (1928) Publié en français de façon partielle sous le titre Spéciale dernière, adaptation de Jacques Deval, Paris, Fayard, 1962
- 20th century (1932)
- Spring Tonic (1934)
- Jumbo (1935)
- Ladies and Gentlemen (1939)
- Swan Song (1946)

### Autobiographie
- A Child of the Century (1954)
- Gaily, Gaily (1963)

### Autres publications
- The Master Poisoner (1918), poème
- A Guide for the Bedevilled (1944)
- Charlie: The Improbable Life and Times of Charles MacArthur (1957)
- Perfidy (1961)
- Letters From Bohemia (1964)
- My Story by Marilyn Monroe (1974), écrit par Ben Hecht, mais la paternité de cette fausse autobiographie de Marilyn Monroe ne fut révélée qu'en 2000 Publié en français sous le titre Confession inachevée, Paris, Robert Laffont, 2011  (ISBN 978-2-22112743-8)

## Sources
- Claude Mesplède, Dictionnaire des littératures policières, vol. 1 : A - I, Nantes, Joseph K, coll. « Temps noir », 2007, 1054 p. (ISBN 978-2-910686-44-4, OCLC 315873251), p. 949.